# أرفادا (كولورادو)
أرفادا (بالإنجليزية: Arvada, Colorado) هي مدينة تقع في مقاطعة جيفيرسون بولاية كولورادو في الولايات المتحدة. تأسست عام 1859، تبلغ مساحة هذه المدينة 92.616 (كم²)، وترتفع عن سطح البحر 1662 م، بلغ عدد سكانها 109745 نسمة في عام 2012 حسب إحصاء مكتب تعداد الولايات المتحدة وتصل الكثافة السكانية فيها 1206 نسمة/كم2.

## المناخ
يظهر الجدول التالي التغييرات المناخية على مدار السنة لأرفادا:
| البيانات المناخية لـأرفادا        | البيانات المناخية لـأرفادا | البيانات المناخية لـأرفادا | البيانات المناخية لـأرفادا | البيانات المناخية لـأرفادا | البيانات المناخية لـأرفادا | البيانات المناخية لـأرفادا | البيانات المناخية لـأرفادا | البيانات المناخية لـأرفادا | البيانات المناخية لـأرفادا | البيانات المناخية لـأرفادا | البيانات المناخية لـأرفادا | البيانات المناخية لـأرفادا | البيانات المناخية لـأرفادا |
| الشهر                             | يناير                      | فبراير                     | مارس                       | أبريل                      | مايو                       | يونيو                      | يوليو                      | أغسطس                      | سبتمبر                     | أكتوبر                     | نوفمبر                     | ديسمبر                     | المعدل السنوي              |
| --------------------------------- | -------------------------- | -------------------------- | -------------------------- | -------------------------- | -------------------------- | -------------------------- | -------------------------- | -------------------------- | -------------------------- | -------------------------- | -------------------------- | -------------------------- | -------------------------- |
| متوسط درجة الحرارة الكبرى °م (°ف) | 7 (45)                     | 9 (48)                     | 12 (54)                    | 17 (63)                    | 22 (72)                    | 28 (83)                    | 31 (88)                    | 31 (87)                    | 26 (79)                    | 19 (67)                    | 13 (55)                    | 8 (46)                     | 19 (66)                    |
| متوسط درجة الحرارة الصغرى °م (°ف) | −9 (16)                    | −7 (19)                    | −4 (25)                    | 1 (33)                     | 5 (41)                     | 10 (50)                    | 13 (56)                    | 13 (55)                    | 7 (45)                     | 2 (35)                     | −4 (25)                    | −8 (18)                    | 2 (35)                     |
| الهطول مم (إنش)                   | 13 (0.5)                   | 18 (0.7)                   | 30 (1.2)                   | 51 (2)                     | 61 (2.4)                   | 36 (1.4)                   | 41 (1.6)                   | 43 (1.7)                   | 30 (1.2)                   | 30 (1.2)                   | 20 (0.8)                   | 15 (0.6)                   | 400 (15.6)                 |
| المصدر: Weatherbase               |                            |                            |                            |                            |                            |                            |                            |                            |                            |                            |                            |                            |                            |

## توأمة
لأرفادا (كولورادو) اتفاقيات توأمة مع كل من:
- كيزيلوردا
- ميشيلين

## أعلام
- برايان لي
- مارك كوني
- بيرس جونسون
- ستان كيلر
- إريكا سوتون

## وصلات خارجية
- City of Arvada